# Melanella ochsneri
Melanella ochsneri is een slakkensoort uit de familie van de Eulimidae. De wetenschappelijke naam van de soort is voor het eerst geldig gepubliceerd in 1917, door Bartsch.